# Båtsman (indelningsverket)
För andra betydelser, se Båtsman.

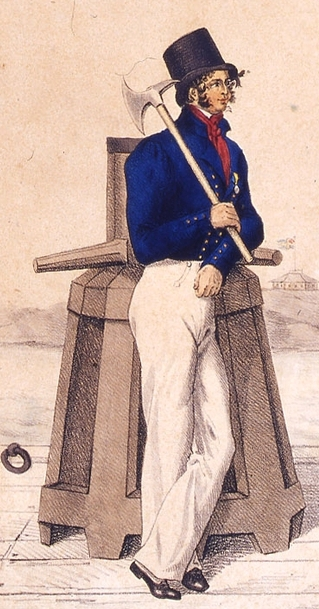
Uniform för rotebåtsman 1824.

Båtsman eller kronobåtsman var en militär som i det svenska indelningsverket tilldelades örlogsflottan för tjänstgöring ombord, och som för sitt uppehälle tilldelades ett båtsmanstorp. 
I Blekinge och Södra Möre härad i Småland fanns enbart indelta båtsmän och dessa var indelade i rusthåll. I stort sett höll varje gård en båtsman. I kusttrakterna i övriga riket fanns kompanier med roterade båtsmän. Två eller flera gårdar gick samman och bildade en rote. I dessa socknar fanns även indelta soldater av olika slag. Det fanns ersättare för rotebåtsmän, så kallade fördubblingsbåtsmän.
Rusthållet eller roten betalade årlig lön, kläder och stod för ett båtsmanstorp med tillhörande odlingsbar mark. Ibland ingick vissa förmåner, som utsäde eller annat.